# Katedrala sv. Josipa u Asmari
Katedrala sv. Josipa u glavnom gradu Eritreje, Asmari, je prostrana katedrala u središtu grada sagrađena u neoromaničkom stilu. Katedrala je sagrađena dok je Eritreja bila talijanska kolonija u romansko-lombardskom stilu. Sjedište je asmarske eparhije. Ova katedrala pripada Eritrejskoj katoličkoj Crkvi, koja je u punom zajedništvu s rimskim papom.
Gradnja crkve je trajala šest godina, a posvećena je 1922. Njen 57 metara visok gotički toranj je djelomično utemeljen na izgledu tornja sata s Westminsterske palače u Londonu i s njega se pruža pogled na secesijski grad. Uz katedralu se nalaze i vrtić, osnovna škola i samostan koji su izgrađeni kada i katedrala.
Godine 1961. katedrala je postala biskupsko sjedište Eparhije Asmara (koja je bila sufraganska biskupija Etiopske katoličke arheparije Addis Abebe). S uspostavom Eritrejske katoličke Crkve, u siječnju 2015., katedrala svetog Josipa postala je biskupsko sjedište poglavara nove sui iuris Istočne katoličke Crkve. Trenutni eparh katedrale je nadbiskup Menghesteab Tesfamariam.